# James Banks
Pour les articles homonymes, voir Banks.
James Banks, né le 31 décembre 1962 à Atlanta (États-Unis), est un ancien joueur de basket-ball professionnel américain. Il mesure 2,00 m.

## Biographie
Banks effectue son cursus universitaire aux Bulldogs de l'université de Géorgie. En 1983, Banks participe pour la seule fois au tournoi final NCAA : les Bulldogs atteignent le Final Four mais sont battus par le North Carolina State Wolfpack 67 à 60.
Banks est choisi au troisième tour (48e position) par les 76ers de Philadelphie lors de la Draft 1984 de la NBA mais n'est pas conservé. Il réalise la quasi-totalité de sa carrière professionnelle en France.
Il est depuis 2006 entraîneur de jeunes à l'Athens Academy en Géorgie.

## Clubs
- 1983 - 1987 : 
  -  Thrillers de Tampa Bay (FL) CBA
  -  Patroons d'Albany (NY) CBA
  -  Slammers de Cincinnati (OH) CBA
  -  Tornados de Pensacola (FL) CBA
- 1987-1989 :  Bruxelles
- 1989-1990 :  AS Berck (Pro B)
- 1990-1994 :  SLUC Nancy (Pro B)
- 1994-1995 :  Caen BC (Pro B)
- 1995-1998 :  ALM Évreux (Pro A)

## Palmarès
- MVP de Pro B en 1994 et 1995